# Saison 2016-2017 de snooker
Navigation
2015-2016 2017-2018
La saison 2016-2017 de snooker est la 49e saison de snooker. Elle regroupe 31 tournois organisés par la WPBSA entre le 5 mai 2016 et le 1er mai 2017.

## Nouveautés
- Pour cette nouvelle saison, les championnats du circuit européen et asiatique des joueurs sont supprimés du calendrier tout comme le championnat du circuit des joueurs. Toutefois, l'épreuve finale est conservée. Elle devient le championnat des joueurs[1].

- Le nombre d'épreuves classées est augmenté à dix-neuf dans l'optique d'atteindre le nombre de vingt dans le futur. Ainsi, de nombreux tournois font leur apparition dans la tournée : les Masters de Riga, l'Open d'Inde, l'Open mondial, les Masters d'Europe, l'Open d'Angleterre, l'Open d'Irlande du Nord et l'Open d'Écosse.

- À l'inverse, un tournoi de classement est supprimé. Il s'agit de l'Open d'Australie[2].

- Le Classique Paul Hunter, le Shoot-Out et l'Open de Gibraltar deviennent classés[3].

- Un tout nouveau circuit est créé : la tournée des Home Nations Series. Elle verra se disputer quatre épreuves au quatre coins du Royaume-Uni : l'Open d'Angleterre, l'Open d'Irlande du Nord, l'Open d'Écosse et l'Open du pays de Galles. Si jamais un joueur parvient à remporter les quatre évènements en une saison, il se verra récompensé de la somme de un million de livres[4].

- Enfin, deux nouveaux évènements pro-am sont prévus.

## Calendrier
| C = Tournoi classé (professionnel)              |
| NC = Tournoi non classé (professionnel)         |
| A = Tournoi alternatif (professionnel)          |
| P/A = Tournoi pro-am (professionnel et amateur) |
| TS = Tournoi seniors (professionnel)            |

| Dates (mois-jour) | Dates (mois-jour) | Tournoi                                  | Lieu       | Site                                           | Cat. | Vainqueur                | Finaliste             | Score | Référence |
| 05-05             | 05-08             | Open de Vienne                           | Vienne     | 15 Reds Köö Wien Snooker Club                  | P/A  | Peter Ebdon              | Mark Davis            | 5-1   | ,         |
| 06-08             | 06-12             | Pink Ribbon                              | Gloucester | South West Snooker Academy                     | P/A  | Jamie Jones              | David Grace           | 4-3   | [ 7 ]     |
| 06-22             | 06-24             | Masters de Riga                          | Riga       | Arena Riga                                     | C    | Neil Robertson           | Michael Holt          | 5-2   | [ 8 ]     |
| 07-05             | 07-09             | Open d'Inde                              | Hyderabad  | HICC Novotel Hotel                             | C    | Anthony McGill           | Kyren Wilson          | 5-2   | [ 9 ]     |
| 07-25             | 07-31             | Open mondial                             | Yushan     | Yushan No.1 Middle School                      | C    | Ali Carter               | Joe Perry             | 10-8  | ,         |
| 08-24             | 08-28             | Classique Paul Hunter                    | Fürth      | Stadthalle                                     | C    | Mark Selby               | Tom Ford              | 4-2   | ,         |
| 09-05             | 09-10             | Championnat du monde à six billes rouges | Bangkok    | Bangkok Convention Center                      | A    | Ding Junhui              | Stuart Bingham        | 8-7   | [ 14 ]    |
| 09-19             | 09-25             | Masters de Shanghai                      | Shanghai   | Shanghai Grand Stage                           | C    | Ding Junhui              | Mark Selby            | 10-6  | ,         |
| 10-03             | 10-09             | Masters d'Europe                         | Bucarest   | Globus Circus                                  | C    | Judd Trump               | Ronnie O'Sullivan     | 9-8   | ,         |
| 10-10             | 10-16             | Open d'Angleterre                        | Manchester | EventCity                                      | C    | Liang Wenbo              | Judd Trump            | 9-6   | ,         |
| 10-17             | 10-21             | Open de Haining                          | Haining    | Haining Sports Center                          | NC   | Matthew Selt             | Li Hang               | 5-3   |           |
| 10-23             | 10-30             | Championnat international                | Daqing     | Baihu Media Broadcasting Centre                | C    | Mark Selby               | Ding Junhui           | 10-1  | ,         |
| 11-01             | 11-05             | Championnat de Chine                     | Canton     | Guangzhou Gymnasium                            | NC   | John Higgins             | Stuart Bingham        | 10-7  | ,         |
| 11-07             | 11-12             | Champion des champions                   | Coventry   | Ricoh Arena                                    | NC   | John Higgins             | Ronnie O'Sullivan     | 10-7  | [ 25 ]    |
| 11-14             | 11-20             | Open d'Irlande du Nord                   | Belfast    | Titanic Belfast                                | C    | Mark King                | Barry Hawkins         | 9-8   | ,         |
| 11-22             | 12-04             | Championnat du Royaume-Uni               | York       | Barbican Centre                                | C    | Mark Selby               | Ronnie O'Sullivan     | 10-7  | [ 28 ]    |
| 12-12             | 12-18             | Open d'Écosse                            | Glasgow    | Commonwealth Arena                             | C    | Marco Fu                 | John Higgins          | 9-4   | ,         |
| 12-19             | 12-23             | Open de Singapour                        | Toa Payoh  | Lagoon Billiard                                | P/A  | Boonyarit Keattikun (en) | Noppon Saengkham      | 5-4   | [ 31 ]    |
| 01-04             | 01-07             | Open des trois rois                      | Rankweil   | Patricks Candian Taverne                       | P/A  | Alexander Ursenbacher    | Bjorn Haneveer (en)   | 5-1   |           |
| 01-15             | 01-22             | Masters                                  | Londres    | Alexandra Palace                               | NC   | Ronnie O'Sullivan        | Joe Perry             | 10-7  | [ 32 ]    |
| 01-27             | 01-29             | Open d'Italie                            | Bolzano    | Sala Torre                                     | P/A  | Martin O'Donnell         | Alexander Ursenbacher | 3-2   | [ 33 ]    |
| 02-01             | 02-05             | Masters d'Allemagne                      | Berlin     | Tempodrom                                      | C    | Anthony Hamilton         | Ali Carter            | 9-6   | [ 34 ]    |
| 02-06             | 02-12             | Grand Prix mondial                       | Preston    | Preston Guild Hall                             | C    | Barry Hawkins            | Ryan Day              | 10-7  | [ 35 ]    |
| 02-13             | 02-19             | Open du pays de Galles                   | Cardiff    | Motorpoint Arena                               | C    | Stuart Bingham           | Judd Trump            | 9-8   | [ 36 ]    |
| 02-23             | 02-26             | Snooker Shoot-Out                        | Watford    | Watford Colosseum                              | C    | Anthony McGill           | Xiao Guodong          | 1-0   | [ 37 ]    |
| 01-02             | 03-02             | Championnat de la ligue                  | Coventry   | Ricoh Arena                                    | NC   | John Higgins             | Ryan Day              | 3-0   | [ 38 ]    |
| 03-03             | 03-05             | Open de Gibraltar                        | Gibraltar  | Tercentenary Sports Hall                       | C    | Shaun Murphy             | Judd Trump            | 4-2   | [ 39 ]    |
| 03-06             | 03-12             | Championnat des joueurs                  | Llandudno  | Venue Cymru                                    | C    | Judd Trump               | Marco Fu              | 10-8  | [ 40 ]    |
| 03-22             | 03-24             | Championnat du monde seniors             | Scunthorpe | Baths Hall                                     | TS   | Peter Lines              | John Parrott          | 4-0   | [ 41 ]    |
| 03-27             | 04-02             | Open de Chine                            | Pékin      | Gymnase des étudiants de l'université de Pékin | C    | Mark Selby               | Mark Williams         | 10-8  | [ 42 ]    |
| 04-15             | 05-01             | Championnat du monde                     | Sheffield  | Crucible Theatre                               | C    | Mark Selby               | John Higgins          | 18-15 | [ 43 ]    |

## Attribution des points
Points attribués lors des épreuves comptant pour le classement mondial :
| Tournoi / Joueurs (nombre) | 144 | 128 | 96 | 80   | 64   | 48    | 32    | 16    | Quart de finalistes | Demi-finalistes | Finaliste | Vainqueur |
| Masters de Riga            | –   | 0   | –  | –    | 525  | –     | 1050  | 2250  | 4500                | 11250           | 18750     | 37500     |
| Open d'Inde                | –   | 0   | –  | –    | 2000 | –     | 3000  | 6000  | 9000                | 13500           | 25000     | 50000     |
| Open mondial               | –   | 0   | –  | –    | 4000 | –     | 6500  | 8000  | 12500               | 21000           | 40000     | 90000     |
| Classique Paul Hunter      | –   | 0   | –  | –    | 525  | –     | 900   | 1725  | 3000                | 4500            | 9000      | 18750     |
| Masters de Shanghai        | –   | 0   | 50 | –    | 2000 | 3000  | 6000  | 8000  | 12000               | 19500           | 35000     | 85000     |
| Masters d'Europe           | –   | 0   | –  | –    | 1312 | –     | 2625  | 4500  | 8250                | 13125           | 26250     | 56250     |
| Open d'Angleterre          | –   | 0   | –  | –    | 2500 | –     | 3500  | 6000  | 10000               | 20000           | 30000     | 70000     |
| Championnat international  | –   | 0   | –  | –    | 4000 | –     | 7000  | 12000 | 17500               | 30000           | 65000     | 125000    |
| Open d'Irlande du Nord     | –   | 0   | –  | –    | 2500 | –     | 3500  | 6000  | 10000               | 20000           | 30000     | 70000     |
| Championnat du Royaume-Uni | –   | 0   | –  | –    | 5000 | –     | 10000 | 15000 | 22500               | 35000           | 75000     | 170000    |
| Open d'Écosse              | –   | 0   | –  | –    | 2500 | –     | 3500  | 6000  | 10000               | 20000           | 30000     | 70000     |
| Masters d'Allemagne        | –   | 0   | –  | –    | 1500 | –     | 3000  | 3750  | 7500                | 15000           | 26250     | 60000     |
| Grand Prix mondial         | –   | –   | –  | –    | –    | –     | 5000  | 7500  | 12500               | 20000           | 40000     | 100000    |
| Open du pays de Galles     | –   | 0   | –  | –    | 2500 | –     | 3500  | 6000  | 10000               | 20000           | 30000     | 70000     |
| Shoot-Out                  | –   | 0   | –  | –    | 500  | –     | 1000  | 2000  | 4000                | 8000            | 16000     | 32000     |
| Open de Gibraltar          | –   | 0   | –  | –    | 525  | –     | 900   | 1725  | 3000                | 4500            | 9000      | 18750     |
| Championnat des joueurs    | –   | –   | –  | –    | –    | –     | –     | 10000 | 15000               | 30000           | 50000     | 125000    |
| Open de Chine              | –   | 0   | –  | –    | 4000 | –     | 6500  | 8000  | 12500               | 21000           | 35000     | 85000     |
| Championnat du monde       | 0   | –   | –  | 8000 | –    | 12000 | 16000 | 25000 | 37500               | 75000           | 160000    | 375000    |

## Classement mondialen début et fin de saison

### Après lechampionnat du monde 2016
| Rang | Évol.         | Joueur            | Points  |
| 1    | en stagnation | Mark Selby        | 680 041 |
| 2    | en stagnation | Stuart Bingham    | 586 720 |
| 3    | 4             | Judd Trump        | 453 166 |
| 4    | 2             | Shaun Murphy      | 450 058 |
| 5    | 2             | Neil Robertson    | 406 360 |
| 6    | 7             | John Higgins      | 400 925 |
| 7    | 5             | Mark Allen        | 392 700 |
| 8    | 2             | Ricky Walden      | 324 752 |
| 9    | 5             | Ding Junhui       | 314 925 |
| 10   | 5             | Ronnie O'Sullivan | 296 250 |
| 11   | 2             | Joe Perry         | 290 083 |
| 12   | 1             | Marco Fu          | 253 241 |
| 13   | 1             | Mark Williams     | 237 375 |
| 14   | 6             | Barry Hawkins     | 228 025 |
| 15   | 11            | Martin Gould      | 217 759 |
| 16   | 40            | Kyren Wilson      | 195 899 |

### Après lechampionnat du monde 2017
| Rang | Évol.         | Joueur            | Points    |
| 1    | en stagnation | Mark Selby        | 1 298 425 |
| 2    | 4             | John Higgins      | 563 000   |
| 3    | en stagnation | Judd Trump        | 538 000   |
| 4    | 5             | Ding Junhui       | 510 950   |
| 5    | 9             | Barry Hawkins     | 395 250   |
| 6    | 6             | Marco Fu          | 393 625   |
| 7    | 2             | Neil Robertson    | 358 125   |
| 8    | 4             | Shaun Murphy      | 357 350   |
| 9    | 7             | Stuart Bingham    | 313 762   |
| 10   | 3             | Mark Allen        | 307 650   |
| 11   | 6             | Liang Wenbo       | 305 500   |
| 12   | 20            | Ali Carter        | 302 575   |
| 13   | 3             | Kyren Wilson      | 301 925   |
| 14   | 4             | Ronnie O'Sullivan | 298 750   |
| 15   | 2             | Mark Williams     | 211 975   |
| 16   | 1             | Martin Gould      | 210 975   |